# 菲希特尔山区文西德尔县
菲希特尔山区文西德尔县（德語：Landkreis Wunsiedel im Fichtelgebirge，官方拼写为），简称文西德尔县，是德国巴伐利亚州的一个县，隶属于上弗兰肯行政区，首府文西德尔。

## 華語譯名
由於兩岸對於德國行政區「Landkreis」翻譯的不同，台灣譯為「菲希特爾山區文西德郡」；中國大陸譯為「菲希特尔山区文西德尔县」。

## 地理
文西德尔县北面与霍夫县，东面与捷克的卡罗维发利州，南面与蒂申罗伊特县，西面与拜罗伊特县相邻。